# Microcyba hedbergi
Microcyba hedbergi är en spindelart som beskrevs av Holm 1962. Microcyba hedbergi ingår i släktet Microcyba och familjen täckvävarspindlar.
Artens utbredningsområde är Uganda. Inga underarter finns listade i Catalogue of Life.